# L'Aquila
L'Aquila (italijanska izgovorjava: [ˈlaːkwila], pomeni »Orel«) je mesto v osrednji Italiji in je istočasno glavno mesto dežele Abruci kot Province L'Aquila. Po popisu prebivalstva iz leta 2009 ima L'Aquila 73,150 prebivalcev, dnevno pa je v mestu prisotnih še okoli 100,000 ljudi ki so tam zaradi študija, dela in turizma. 
L'Aquila se nahaja na pobočju hribovja v sredini ozke doline. Labirint ozkih ulic, okrašenih z baročnimi in renesančnimi zgradbami in cerkvami, se odpira na elegantne trge. Tukaj se nahaja tudi Univerza L'Aquila, ki vnaša v mesto živahno vzdušje. L'Aquila ima veliko kulturnih ustanov: repertoarno gledališče, simfonični orkester, Akademijo za likovno umetnost in filmski inštitut.

## Geografija
Nahaja se v neposredni bližini najvišjih vrhov Apeninov na višini 721 metrov v dolini Aterno-Pescara, "zagozdena" med štiri gorske vrhove z višino nad 2,000 metrov. Gore preprečujejo vdor toplega vlažnega zraka iz Sredozemlja, in ustvarjajo podnebje ki je prijetnejše in suho. Rečeno je da ima mesto enajst mrzlih mesecev enega pa toplega. 
L'Aquila se nahaja približno 100 kilometrov severovzhodno od Rima, s katerim je sedaj povezan z avtocesto.

## Frazioni
V okolici L'Aquila se nahajajo sledeči frazioni: Aquilio, Aragno, Aringo, Arischia, Assergi, Bagno, Bazzano, Camarda, Cansatessa, Casaline, Cermone, Cese, Civita di Bagno, Colle di Preturo, Colle di Sassa, Colle Roio – Poggio di Roio, Collebrincioni, Collefracido, Coppito, Filetto, Foce, Forcelle, Genzano, Gignano, Monticchio, Onna, Paganica, Pagliare di Sassa, Pescomaggiore, Palombaia, Pettino, Pianola, Pile, Pizzutillo, Poggio Roio, Poggio Santa Maria, Pozza di Preturo, Pratelle, Preturo, Ripa, Roio Piano – Poggio di Roio, San Giacomo alto, San Giuliano, San Gregorio, San Leonardo, San Marco Di Preturo, San Martino di Sassa, Santa Rufina, Sant'Angelo, Sant'Elia, Santi, San Vittorino, Sassa, Tempera, Torretta, Valle Pretara, Vallesindola, Vasche.